# Condado de Franklin (Kentucky)
O Condado de Franklin é um dos 120 condados do Eestado americano de Kentucky. A sede do condado é Frankfort, e sua maior cidade é Frankfort. O condado possui uma área de 549 km² (dos quais 4 km² estão cobertos por água), uma população de 47 687 habitantes, e uma densidade populacional de 39 hab/km² (segundo o censo nacional de 2000). O condado foi fundado em 1795.